# 科迪亞克棕熊
科迪亚克棕熊（學名：Ursus arctos middendorffi；英語：Kodiak brown bear） ，又稱阿拉斯加棕熊，是棕熊體型最大的一個亞種，也是現存第二大的一種熊，僅次於北極熊，分布于阿拉斯加州科迪亚克群岛。

## 形態
科迪亚克棕熊和堪察加棕熊等部分棕熊看起來十分相似，體型大小為其主要區別，其體重一般在300—600（660—1,320英磅）之間，體長平均2.44（8英尺0英寸）。
最大的科迪亞克棕熊是一隻名叫“Clyde”的、生活在達科他動物園的熊，它死於1987年6月，22歲，死時體重達到了966（2,130磅），光脂肪層就有9英寸（23 cm）厚，死前一年體重更可能高達1,090（2,400磅）。

## 分類
克林顿·哈特·梅里厄姆最早將其定为棕熊的亞種，學名中的“middendorffi”是為了紀念亞歷山大·馮·米登多夫。這種熊自一萬二千到一萬年前的冰河時代末期就已經與其他的棕熊發生遗传隔离，其自身遗传多样性也很低。

## 分布
这种棕熊仅分布于科迪亚克群岛。2005年统计数据为3,526头，即每1000平方公里270头。其种群数量在缓慢增长中。

## 外部連接
- 维基共享资源上的相關多媒體資源：Kodiak Bear
- 維基物種上的相關：科迪亞克棕熊